# Pompeya (Nápoles)

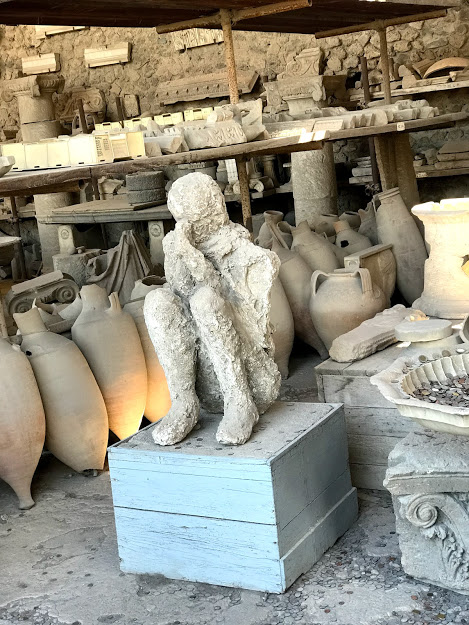
Resto humanos encontrados en Pompeya

Pompeya (en italiano: Pompei) es un municipio italiano localizado en la ciudad metropolitana de Nápoles, región de Campania. Cuenta con 25 358 habitantes en 12,42 km².
El territorio municipal contiene las frazioni (subdivisiones) de Chiesa della Giuliana, Fontanelle, Fossavalle, Mariconda, Messigno, Parrelle, Ponte Izzo, Ponte Nuovo, Ponte Persica y Treponti. Limita con los municipios de Boscoreale, Castellammare di Stabia, Sant'Antonio Abate, Santa Maria la Carità y Torre Annunziata, en la ciudad metropolitana de Nápoles, y con Scafati, en la provincia de Salerno.

## Historia
Las ruinas de la antigua Pompeya, la ciudad romana que quedó sepultada por una erupción del volcán Vesubio el año 79 d. C., se encuentran al oeste de la actual y han sido declaradas Patrimonio de la Humanidad por la UNESCO.
La ciudad moderna nació y se desarrolló en el siglo XIX. Inicialmente se llamó Valle di Pompei, y creció en torno al Santuario de la Virgen del Rosario de Pompeya o Beata Vergine del Rosario di Pompei (1876-1901), uno de los principales centros de peregrinación de la Italia meridional. Esta basílica, fundada por el beato Bartolo Longo, es un importante centro de peregrinación al que acuden unos cuatro millones de fieles cada año y donde se venera la Madonna di Pompei.

## Galería

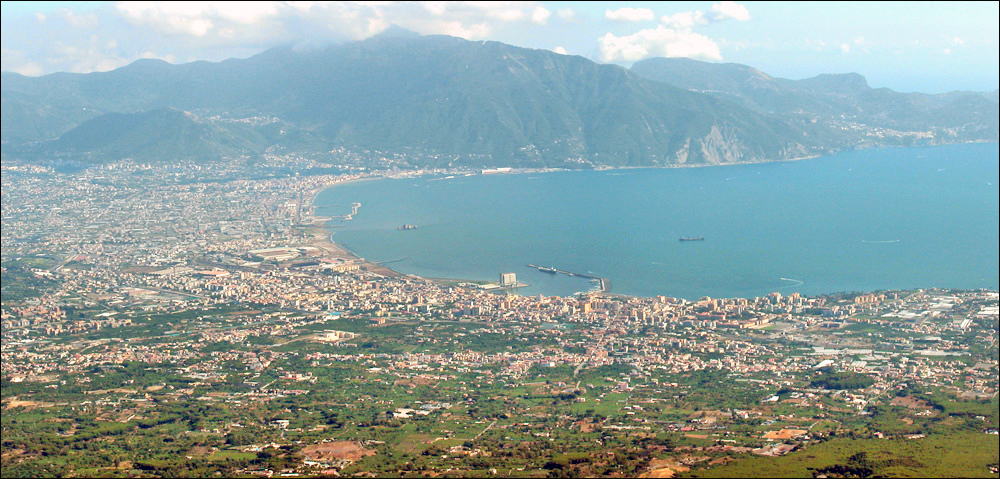
Pompeya y la parte sureña del golfo de Nápoles
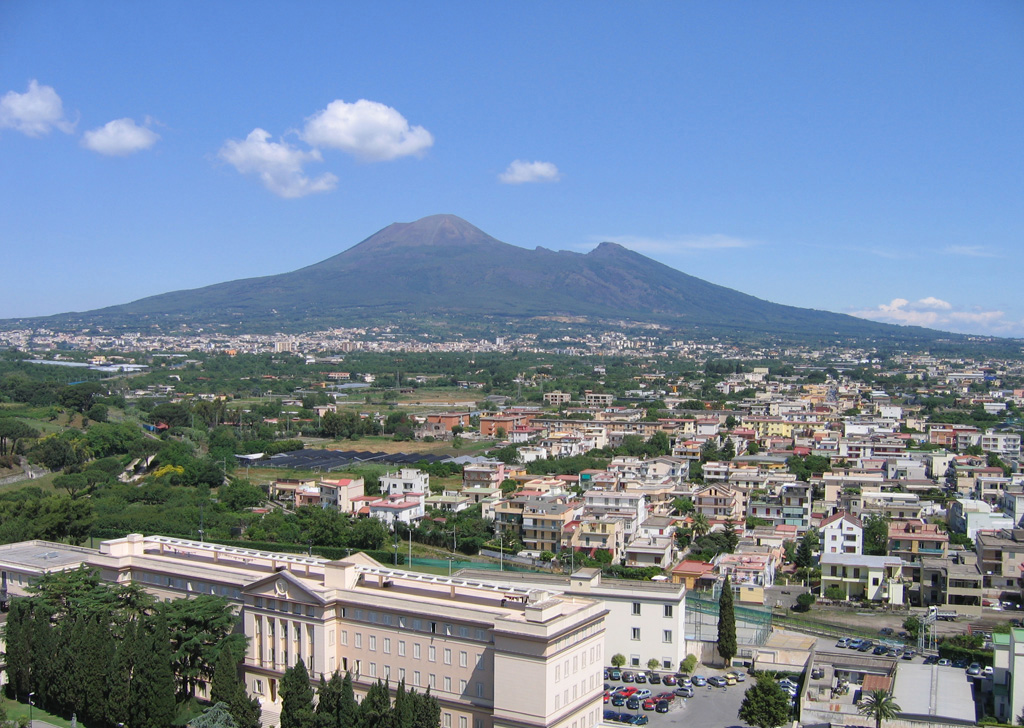
Vista de la ciudad moderna hacia el Vesubio
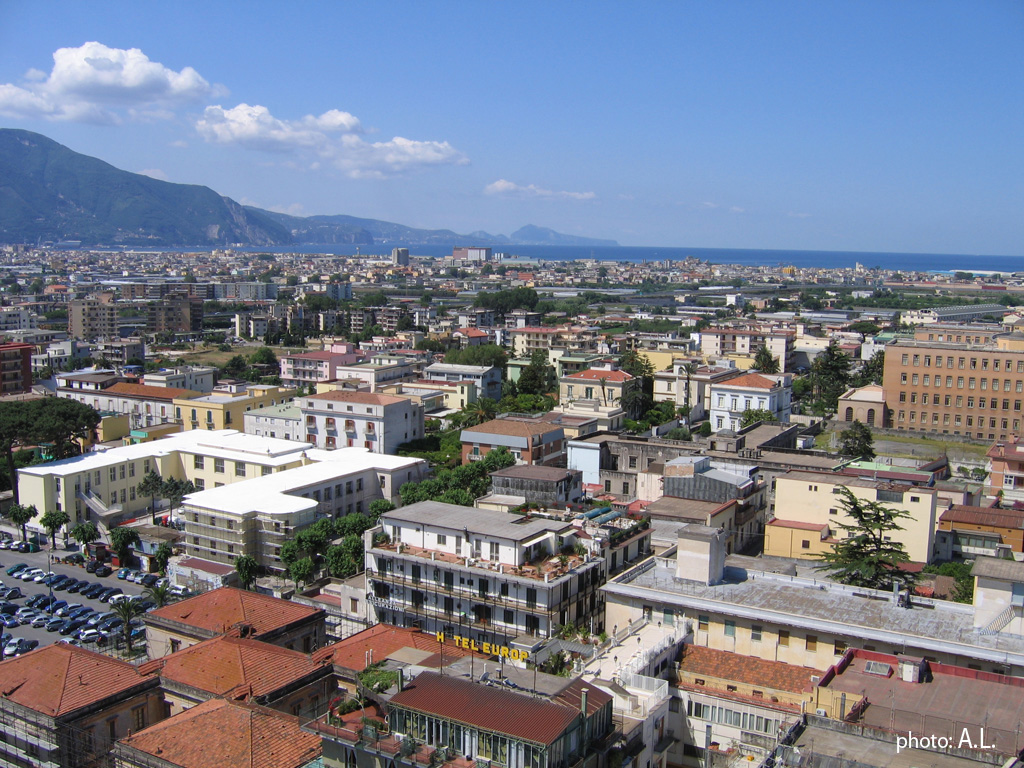
Vista de la ciudad moderna hacia la península sorrentina
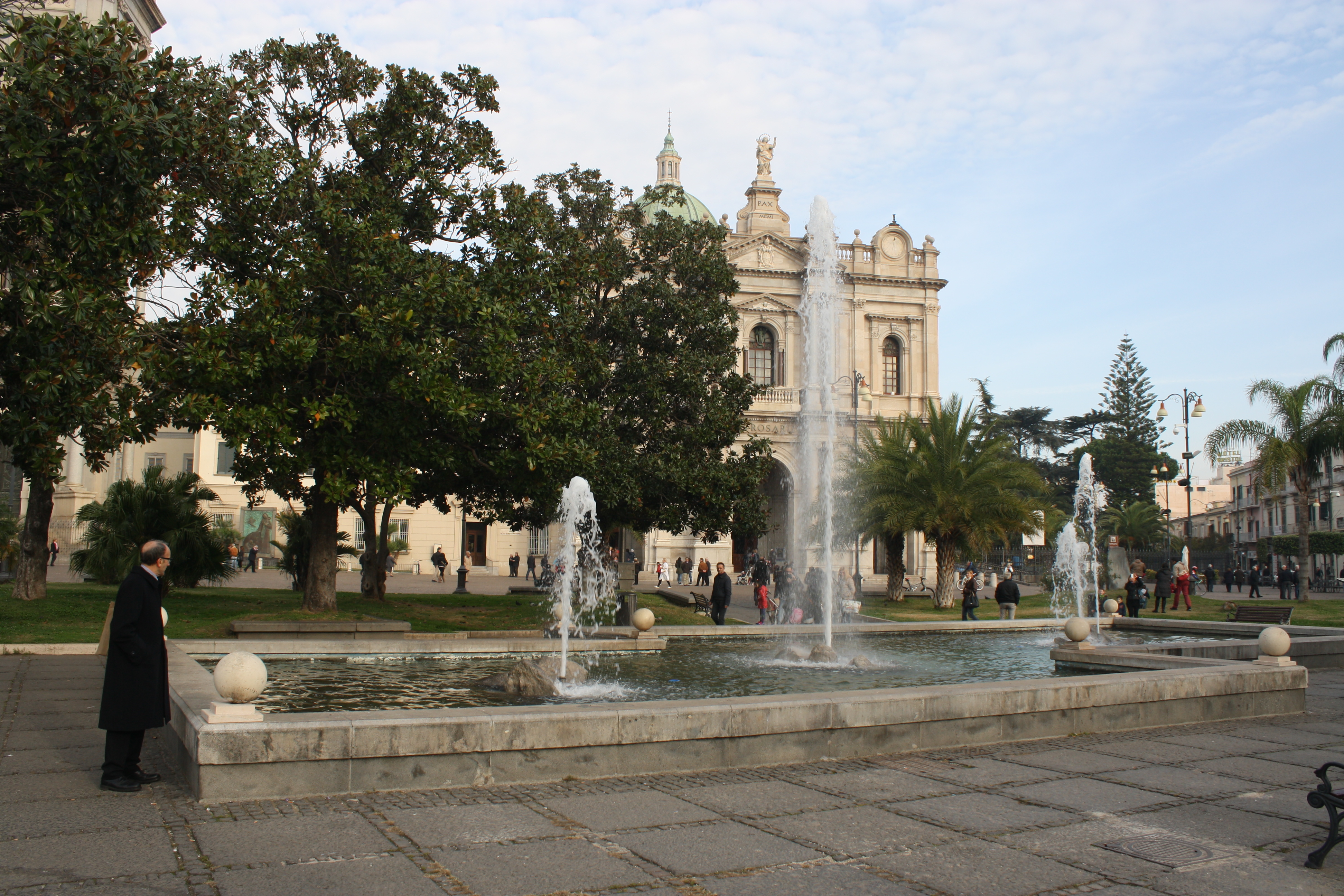
Fuente en plaza Bartolo Longo
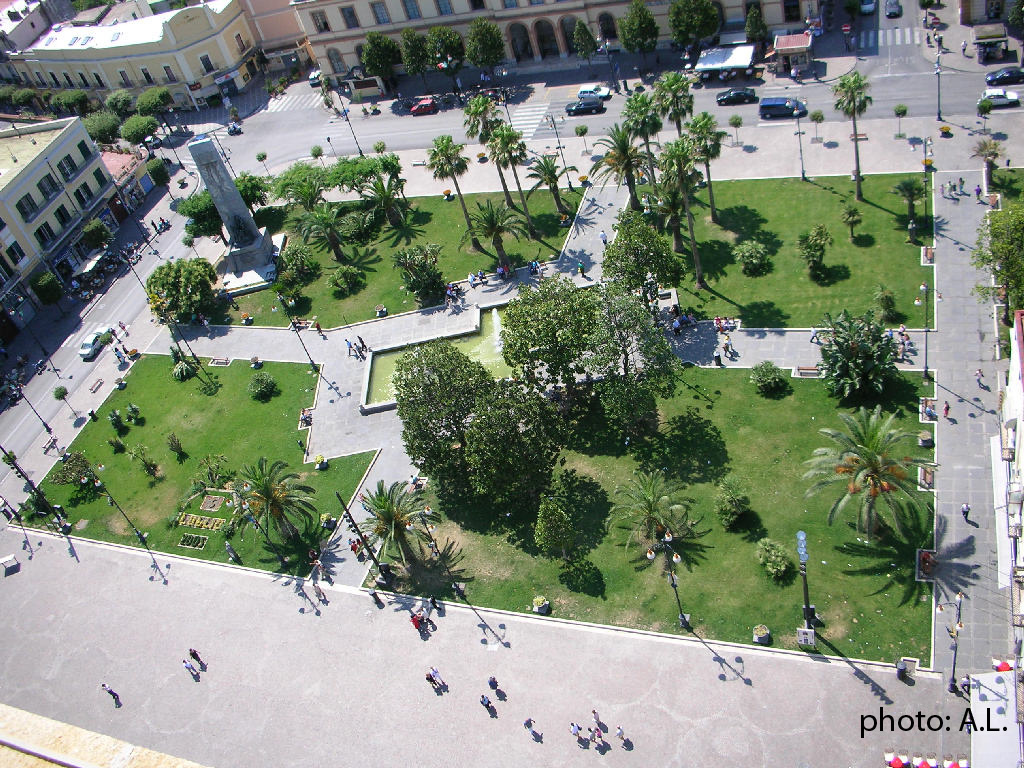
Plaza Bartolo Longo desde el campanario del Santuario
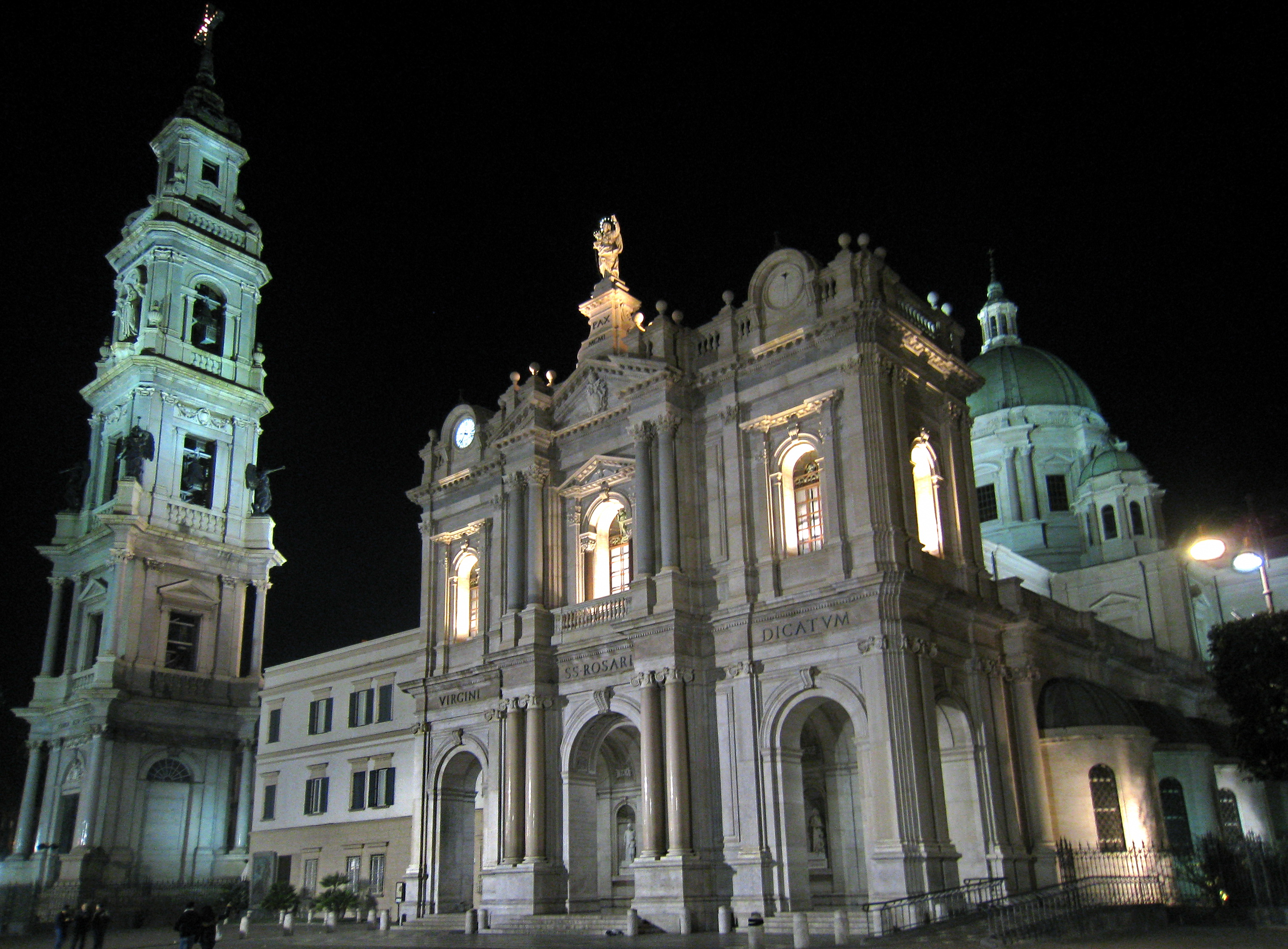
El Santuario de noche
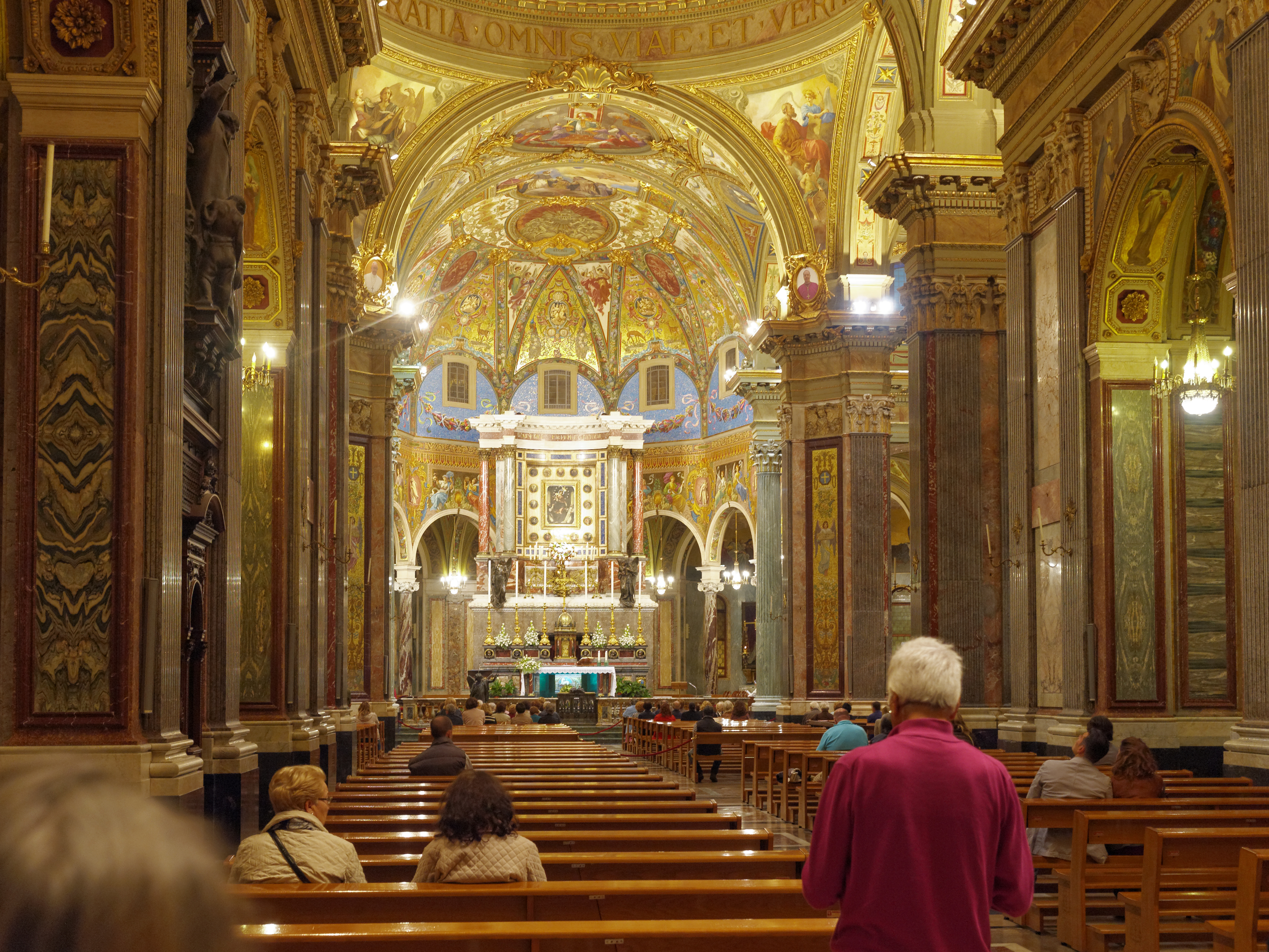
Interior del Santuario
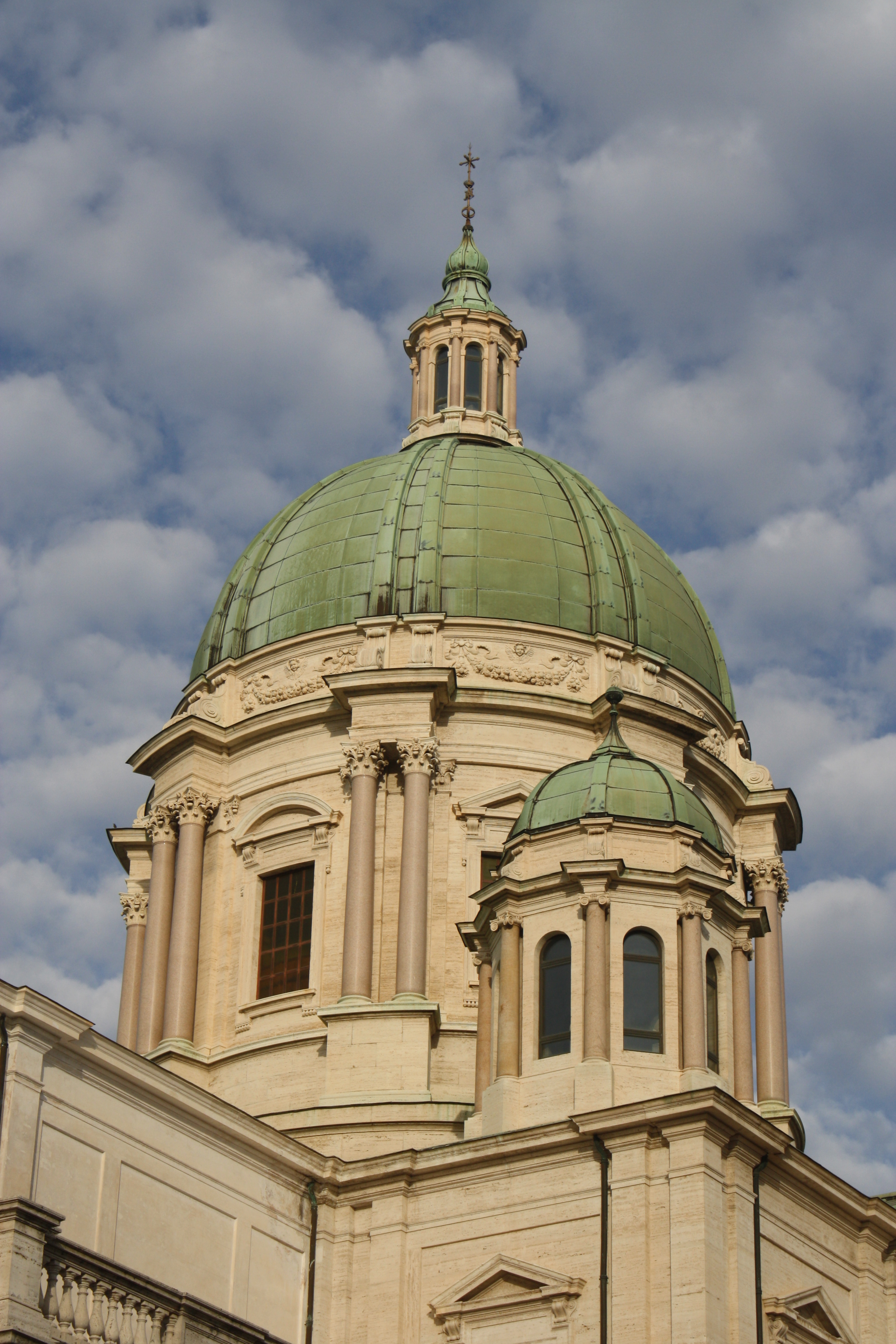
La cúpula del Santuario

## Evolución demográfica
La ciudad de Pompeya ha tenido una importante evolución demográfica que podemos observar en la siguiente gráfica:
| Gráfica de evolución demográfica de Pompeya entre 1861 y 2011 |
|                                                               |
| Fuente ISTAT - elaboración gráfica de Wikipedia               |